# أرمسترونج أوكو فليكس
أرمسترونج أوكو فليكس (مواليد 2 مارس 2002) هو لاعب كرة قدم أيرلندي يلعب كجناح في نادي وست هام يونايتد.